# Doña María (higo)
Doña María es un cultivar de higuera de tipo higo común Ficus carica, bífera es decir, con dos cosechas por temporada, brevas en primavera-verano, e higos de verano-otoño, de higos de epidermis con color de fondo verde amarillento con sobre color amarillo verdoso. Se cultiva principalmente en las comarcas de Badajoz, Olivenza y Jerez de los Caballeros en Extremadura.

## Sinonimia
- „sin sinónimos“,[5][6][7]

## Historia
Nuestra higuera Ficus carica, procede de Oriente Medio y sus frutos formaron parte de la dieta de nuestros más lejanos antepasados. Se cree que fueron fenicios y griegos los que difundieron su cultivo por toda la cuenca del mar Mediterráneo. Es un árbol muy resistente a la sequía, muy poco exigente en suelos y en labores en general.
El primer árbol que plantaron los españoles en América fue una higuera. Cuando los sacerdotes católicos españoles construían un convento siempre sembraban una higuera, lo cual hizo que los antiguos peruanos la empezaran a llamar “El árbol de Dios”.
Los higos secos son muy apreciados desde antiguo por sus propiedades energéticas, además de ser muy agradables al paladar por su sabor dulce y por su alto contenido en fibra; son muy digestivos al ser ricos en cradina, sustancia que resulta ser un excelente tónico para personas que realizan esfuerzos físicos e intelectuales.
España se ha consolidado en los últimos años como el mayor productor de higos de la Unión Europea y el noveno a nivel mundial, según los datos de "FAOSTAT" (Estadísticas de la FAO) del 2012 que recoge un reciente estudio elaborado por investigadores del « “Centro de Investigación Finca La Orden- Valdesequera” ».

## Características
La higuera 'Doña María' es una variedad bífera de tipo higo común. Árbol de mediano desarrollo, follaje denso, hojas trilobuladas con pentalobuladas. 'Doña María' es de producción muy baja de brevas casi irrelevante y baja de higos.
Las brevas de la variedad 'Doña María' no tienen interés comercial. De un tamaño muy grande con un peso de 63 gramos en promedio, tienen forma apeonzada, con color de fondo verde amarillento con sobre color ausente. Con un ºBrix (grado de azúcar) de 22 de sabor aguazoso, pulpa de color rojo. Presentan una epidermis de espesor medio a alto, firmeza media. Sus características organolépticas son rechazables. Maduran desde la primera decena de junio hasta la primera de julio. Muy baja producción de brevas, irrelevante.
Los higos 'Doña María' son higos redondeados en forma esférica, de tamaño mediano de unos 22 gramos en promedio, de epidermis elástica de color de fondo verde amarillento con sobre color amarillo verdoso. Con un ºBrix (grado de azúcar) de 27 de sabor muy dulce, con firmeza media, con color de la pulpa rojo anaranjado, con numerosos aquenios. Fruto de buena consistencia y piel elástica, de una calidad aceptable en su valoración organoléptica, son de un inicio de maduración desde mediados de agosto a mediados de octubre. Esta variedad tiene una producción baja de higos.

## Cultivo y usos
'Doña María', es una variedad de higo que además de su uso en alimentación humana también se ha cultivado en Extremadura tradicionalmente para alimentación del ganado porcino. Cultivada principalmente en las comarcas de Badajoz, Olivenza y Jerez de los Caballeros.
Se está tratando de estudiar y mejorar sus cualidades, así como de extender su cultivo de ejemplares cultivados en la finca experimental de cultivos hortofrutícolas Cicytex-Finca La Orden propiedad de la Junta de Extremadura.